# Estació de Fòrum
Fòrum és una estació de tramvia de la línia T4 de la xarxa del Trambesòs situada sobre l'avinguda d'Eduard Maristany a la confluencia de l'inici de l'Avinguda Diagonal i la Rambla Prim, al districte de Sant Martí de Barcelona. La parada es troba davant l'edifici Fòrum i es va inaugurar el 8 de maig de 2004 amb l'obertura del Trambesòs.
L'estació es dissenya arran de la construcció del tramvia del Besòs i la reurbanització de Diagonal Mar, en occasió del Fòrum de les Cultures. Els treballs de la parada s'inicien durant el 2002, el 15 d'abril de 2004 s'hi inicien les marxes en buit i es posa en servei el 8 de maig del mateix any, just hores abans de la inauguració del Fòrum Universal de les Cultures de 2004, ubicat en front de la parada.

## Serveis ferroviaris
| Trambesòs              |            |       |                       |                        |
| Procedència/Destinació | <          | Línia | >                     | Procedència/Destinació |
| Verdaguer              | El Maresme |       | Campus Diagonal-Besòs | Estació de Sant Adrià  |